# Lychnorhiza lucerna
Lychnorhiza lucerna is een schijfkwal uit de familie Lychnorhizidae. De kwal komt uit het geslacht Lychnorhiza. Lychnorhiza lucerna werd in 1880 voor het eerst wetenschappelijk beschreven door Haeckel. 